# Liste der Monuments historiques in Chaserey
Die Liste der Monuments historiques in Chaserey führt die Monuments historiques in der französischen Gemeinde Chaserey auf.

## Liste der Objekte
| Bezeichnung                   | Beschreibung                                                  | Standort                     | Kennzeichnung | Schutzstatus | Datum | Bild |
| ----------------------------- | ------------------------------------------------------------- | ---------------------------- | ------------- | ------------ | ----- | ---- |
| Skulptur Heilige Margaretha   | Kalkstein, farbig gefasst, um 1600                            | in der Kirche St-Edme (Lage) | PM10004872    | Inscrit      | 1975  |      |
| Skulptur Unterweisung Mariens | Kalkstein, 16. Jahrhundert; in den 1980er Jahren gestohlen    | in der Kirche St-Edme (Lage) | PM10004874    | Inscrit      | 1975  |      |
| Kreuzigungsretabel            | Kalkstein, farbig gefasst, 16. Jahrhundert                    | in der Kirche St-Edme (Lage) | PM10004877    | Inscrit      | 1975  |      |
| Skulptur Heiliger Rochus      | Kalkstein, farbig gefasst, 16. Jahrhundert                    | in der Kirche St-Edme (Lage) | PM10004879    | Inscrit      | 1975  |      |
| Skulptur Heiliger Nikolaus    | Kalkstein, farbig gefasst, 16. Jahrhundert                    | in der Kirche St-Edme (Lage) | PM10004886    | Inscrit      | 1975  |      |
| Wandgemälde                   | aus dem 16. Jahrhundert                                       | in der Kirche St-Edme (Lage) | PM10000535    | Classé       | 1975  |      |
| Skulptur Madonna mit Kind     | Kalkstein, farbig gefasst, zweite Hälfte des 16. Jahrhunderts | in der Kirche St-Edme (Lage) | PM10004873    | Inscrit      | 1975  |      |
| Skulptur Heiliger Edmund (1)  | Kalkstein, farbig gefasst, um 1600                            | in der Kirche St-Edme (Lage) | PM10004875    | Inscrit      | 1975  |      |
| Skulptur Heilige Genoveva     | Kalkstein, farbig gefasst, um 1600                            | in der Kirche St-Edme (Lage) | PM10004876    | Inscrit      | 1975  |      |
| Skulptur Heiliger Edmund (2)  | Kalkstein, 16. Jahrhundert; in den 1980er Jahren gestohlen    | in der Kirche St-Edme (Lage) | PM10004878    | Inscrit      | 1975  |      |